# Tramvajová doprava ve Volčansku

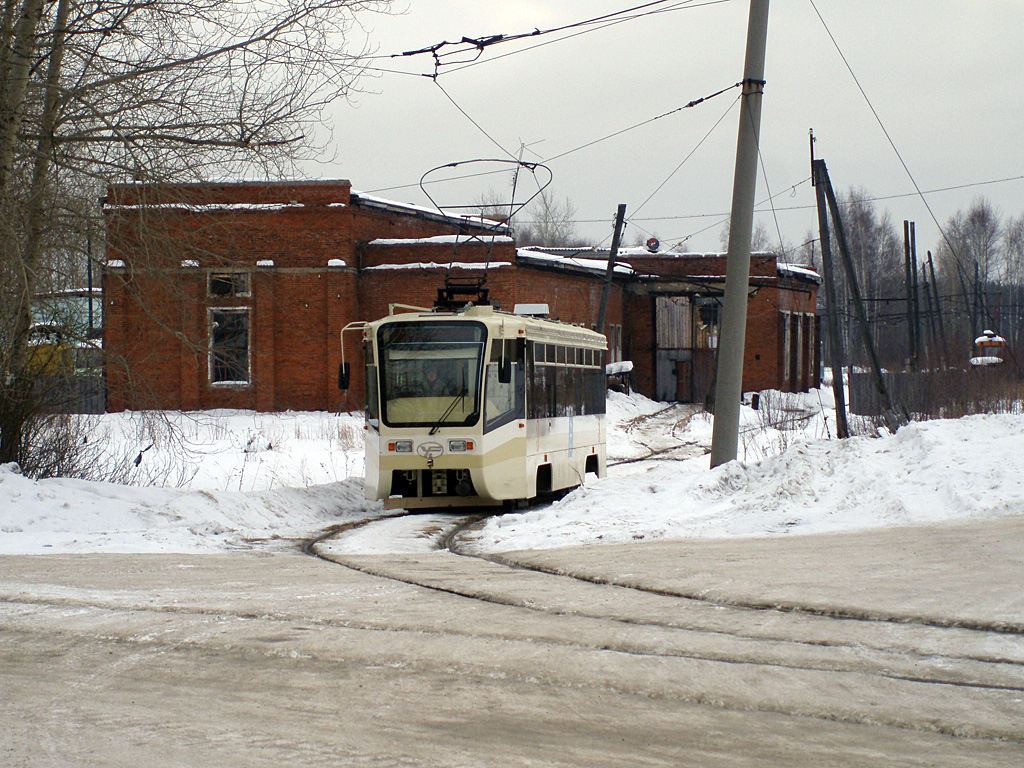
Tramvaj KTM-19 ve Volčansku

Volčansk, město v ruské Sverdlovské oblasti, obsluhuje tramvajová síť. A to již od 31. prosince 1951, kdy byl otevřen její první úsek.
V roce 1951, kdy byla tramvaj zprovozněna, nebyl Volčansk ještě oficiálně ani městem (tím se stal teprve až roku 1956), žilo zde však již 30 000 obyvatel. Mezi lety 1953 a 1965 také fungovala meziměstská tramvajová trať do dalšího třicetitisícového města, Karpinska. V této době (polovina 60. let) se po volčanských kolejích proháněly vozy typu MTV-82 a KTM-1, později je nahradily rozšířené KTM-5 a též i jeden typu KTM-8KM (konec 80. let).
V současné době je v provozu jediná jednokolejná trať (stejně jako meziměstská byla i druhá městská trať zrušena) o celkové délce kolem čtyř kilometrů, která obsluhuje severní (Volčansk samotný) a jižní (Volčanka) část města.
Po roce 2003 byla na trati zrušena i poslední výhybna a v provozu zůstal jen jediný vůz, celkem byly pak ve vozovně čtyři.
Současný vozový park tvoří dva vozy KTM-5 a po jednom vozu typů KTM-8KM, KTM-19KT (dodán 2008) a 71-402. Technické zázemí tohoto provozu tvoří vozovna, situovaná u jižní konečné.